# Familiaris Consortio
Familiaris Consortio (hrv. "O obiteljskom partnerstvu) je postsinodalna apostolska pobudnica. Napisao ju je papa Ivan Pavao II. i objavio 22. studenog 1981. godine. 
Opisuje službeni stav Katoličke Crkve o ulozi i značenju braka i obitelji. Brak se definirao kao "osobna unija u kojoj supružnici uzajamno daju i primaju".
Među ostalim, dokument potvrđuje protivljenje umjetnoj oplodnji poput prijašnjih stavova u enciklici Humanae Vitae te protivljenje pobačaju. Govori se o odgoju djece u obitelji i pomaganju siromašnima.
Završni dio dokumenta izražava potrebu za prepoznavanjem vjenčanja u crkvi. Protivi se alternativnim pojavama, posebno dugotrajnom zajedničkom životu nevjenčanih bračnih parova tj. kohabitaciji.

## Unutarnje poveznice
- Katolički pogled na umjetnu oplodnju
- Katolički pogled na pobačaj